# Cartes à jouer Digimon
La franchise japonaise Digimon, lancée par Akiyoshi Hongo, intronise sa première série de cartes à jouer et à collectionner au Japon en 1999. Cette première série de cartes est publiée sous le nom de Digital Monster Card Game (デジタルモンスター カードゲーム, Dejitaru Monsutaa Kaado Geemu), puis importée à l'international sous le nom de Digi-Battle Card Game ou Cartes à jouer Digimon en français. Les cartes Digimon sont également présentes dans une bonne partie des jeux vidéo et du série d'animation de la franchise. Des combats de cartes étaient autrefois organisées par Bandai, et les joueurs pouvaient discuter techniques et tactiques sur le site web officiel de la société.
Digimon doit une part de sa popularité à ces cartes à jouer qui s'avèrent être les mieux vendues dans les marchés japonais et américains au début des années 2000,, principalement ciblées par les enfants âgés entre 7 et 12 ans. À cette période, des jeux vidéo tels que Digimon World 2 et son successeur, font d'ailleurs la promotion de ces cartes. Aux États-Unis, les figurines et cartes Digimon se vendent significativement en 1999. En Occident, la première saison Digimon Adventure fait la promotion de multiples produits dérivés dont les cartes de la franchise. Les cartes Digimon sont également présentes dans une bonne partie des jeux vidéo et des séries d'animation de la franchise.
En Amérique du Nord, outre la sortie de nouvelles cartes et du mode de jeu alternatif Street Battle, deux autres jeux de cartes sont distribués : Digimon D-Tector Card Game et Digimon Collectible Card Game.
La franchise s'essouffle au Japon vers 2002 et échoue sa relance commerciale vers 2005,,, ce qui entraîne la stagnation de ce volet de la marque pendant plusieurs années. Au Japon, néanmoins, outre le premier jeu de cartes mentionné, deux autres jeux ont été lancés : Digital Monster Card Game Alpha et Digimon Xros Wars Super Digica Taisen qui utilisaient des bornes d'arcade pour prolonger l'expérience de jeu, comme ensuite Digimon Jintrix qui, bien qu'utilisant des cartes physiques, se joue principalement en ligne, via le portail approprié. En 2016, parallèlement au lancement de la huitième série animée, Digimon Appmon, un nouveau jeu de cartes intitulé Digimon Universe Appli Monsters Card Game voit le jour avec toujours une interaction avec des cabines d'arcade afin d'élargir l'expérience de jeu.
Après plusieurs années d'accalmie, le jeu de cartes à jouer Digimon est relancé dans une nouvelle itération en 2020, Digimon Card Game. Le jeu de cartes est en rupture de stock dès sa sortie internationale en février 2021 et enregistre en décembre 2021, quatre fois plus de ventes en Amérique du Nord et en Europe qu'au Japon.

## Histoire
Les cartes à jouer Digimon sont fabriquées par la société Upper Deck, et distribuées par Bandai,. Il existe deux types de paquets de cartes ; le premier type est utilisé pour affronter d'autres joueurs, et le second type est un paquet de collection. Chaque paquet contient une carte holographique ainsi qu'une liste. La première série de cartes est distribuée sous forme de box de 62 cartes et en booster pack de 7 à 8 cartes,.
Aux États-Unis, les figurines et cartes Digimon se vendent significativement en 1999. Dans le pays, les cartes sont achetées par les jeunes âgés entre 7 et 12 ans. En Occident, la première saison Digimon Adventure fait la promotion de multiples produits dérivés dont les cartes de la franchise.
En 2013, un coffret de cartes spécial 15e anniversaire est publié par Bandai afin de célébrer les quinze années d'existence de la première saison Digimon Adventure. Également à l'occasion de ce quinzième anniversaire, un jeu de carte sur iPhone est publié.

## Notions de base
Dans un système similaire au morra chinois, les digimon s'affrontent dans une arène de jeu pour tenter de battre leur adversaire. Un élément essentiel de la tactique consiste à essayer de faire digivolver son propre Digimon pour tenter d'en obtenir un d'un type dominant par rapport à celui de l'adversaire. Des cartes supplémentaires aux effets variés, connues sous le nom d'"options de pouvoir", garantissent un jeu en constante progression.

### Plateau de jeu
L'arène sur laquelle se déroulent les duels est divisée en cinq zones différentes, chacune ayant une fonction spécifique :
- Zone intérieure : Là où le joueur place son jeu de cartes mélangé ;
- Zone extérieure : Là où le joueur place ses cartes éliminées ;
- Zone de duel : le digimon qui joue le tour en cours est placé dans cette zone ;
- Porte du pouvoir : les cartes d'option de pouvoir sont placées ici pour profiter au digimon du joueur dans la zone de duel ;
- Zone de digivolution :  les digimon prêts pour le combat et la digivolution en un niveau supérieur sont placés ici.

### Types de cartes
Les cartes se divisent en deux grandes catégories : les cartes « Digimon » et les cartes « Options de puissance ». Les premières sont utilisées pour s'affronter dans la zone de duel, tandis que les secondes servent à augmenter la puissance et la polyvalence des cartes digimon de combat.

#### Carte digimon
La principale caractéristique de chaque digimon, qui détermine son succès au combat, est son type d'attaque. Il existe trois Types d'attaque différents, chacun étant dominant par rapport à un autre et faible face aux autres :
- ● [Rouge] : s'oppose à tous les digimon de type vaccin[19] ; il domine ◆ [Jaune] mais est faible contre ■ [Vert] ;

- ◆ [Jaune] : s'oppose à tous les digimon de type virus ; domine sur le ■ [Vert] mais est faible contre le ● [Rouge] ;

- ■ [Vert] : s'oppose à tous les digimon de type données ; domine sur les ● [Rouge] mais est faible contre les ◆ [Jaune] ;

Le type d'attaque affecte directement une autre caractéristique de chaque digimon, ce que l'on appelle la puissance digimon. Selon le type d'attaque de l'adversaire, les effets de l'attaque effectuée par son digimon peuvent être plus ou moins efficaces. En outre, chaque digimon peut avoir des capacités spéciales telles que « Voler », « Nager » ou « Creuser », qui peuvent être des conditions préalables à l'activation d'un certain type de cartes « Option de puissance », ou certains effets spécifiques, qui peuvent se manifester au cours du combat.
La puissance de chaque créature est également déterminée, bien sûr, par son niveau. Il commence au niveau disciple (intermédiaire) et va jusqu'aux niveaux champion, ultime (évolué) et méga, qui sont plus puissants.  Pour digivolver, il faut remplir toutes les conditions exprimées sur la carte du nouveau niveau. Enfin, chaque digimon se distingue par une ramille spécifique, qui n'a cependant pas d'influence sur le jeu lui-même, mais permet d'orienter sur quel type de créatures un digimon particulier peut digivolver.

##### Familles digimon
Les familles de digimon représentent les différentes classifications auxquelles appartiennent les digimon du jeu. Chaque famille a sa propre couleur, représentée dans l'arrière-plan des anciennes cartes CCG.
Les différentes familles de digimon sont les suivantes :
- Nature Spirits : représente la partie la plus au nord de digimonde. Les digimon qui appartiennent à la famille des Esprits de la Nature ont un fond vert semblable à une carte. La plupart des digimon « insectes », « reptiles » et « animaux » appartiennent à cette famille.
- Wind Guardians : représente la partie orientale de digimonde. Les cartes digimon de cette famille ont un fond de nuages bleu foncé. Les digimon appartenant à cette famille sont principalement des digimon « plantes », « anges » et « oiseaux ».
- Metal Empire : représente la partie occidentale de digimonde ». Le fond de cette famille de digimon est doré, avec une trame de circuit. Les digimon de cette famille sont principalement des digimon « machines ».
- Nightmare Soldiers : représente la partie sud de digimonde. Les digimon de cette famille ont un fond gris foncé avec des nuages sur leurs cartes. Les digimon de cette famille sont principalement des « démons », des « morts-vivants » et d'autres digimon « mythologiques » et « mystiques ».
- Deep Savers : représente les océans sur digimonde. Les digimon de cette famille ont un fond de carte bleu clair avec un motif de bulles. Cette famille regroupe principalement des digimon « aquatiques ».
- Virus Busters : représente un groupe de digimon héroïques luttant contre le mal. L'arrière-plan de ces digimon est un soleil blanc avec un digicode représenté à l'intérieur. Il n'y a pas de groupe particulier représentant les Virus Busters mais, comme leur nom l'indique, il s'agit principalement de digimon de type données et antivirus.
- Dark Area : représente des digimon maléfiques et surnaturels qui cherchent constamment à détruire le digimonde. Les digimon de cette famille ont un fond noir. Comme les Virus Busters, il n'y a pas de groupe spécifique de digimon pour les représenter, mais la plupart d'entre eux sont anormaux, maléfiques et très puissants. Cette catégorie n'apparaît plus depuis la sortie de Digital Monster Card Game Alpha (elle est en grande partie absorbée par la famille Nightmare Soldiers).
- Jungle Trooper : représente la plupart des digimon « végétaux ». Cette famille de digimon est relativement récente ; elle n'apparaît plus depuis la sortie de Digital Monster Card Game Alpha.
- Dragon's Roar : représente tous les digimon qui ressemblent, même vaguement, à un dragon. Cette famille de digimon est relativement récente ; elle n'apparaît plus depuis la sortie de Digital Monster Card Game Alpha.
- Groupe inconnu : la dernière famille de digimon représente les digimon qui n'ont leur place dans aucune des autres familles. Les cartes de cette famille ont un fond de nuages jaune-brun. Ces digimon sont principalement ceux qui représentent un groupe unique ou ceux qui sont trop faibles pour susciter un quelconque intérêt. Ils n'apparaissent plus depuis la sortie de Digital Monster Card Game Alpha.

Tous les digimon n'appartiennent pas à la même famille. Dans plusieurs cas, des cartes différentes créditent le même digimon dans des familles différentes.

#### Options de puissance
Cette catégorie de cartes est divisée en trois autres sous-catégories, qui sont les suivantes :
- Digivolution : Ces cartes ne sont utilisées que lors de la phase de « Digivolution » et permettent à votre digimon de se digivolver vers le niveau suivant ;
- Effets de force : Utilisés lors de la phase de combat pour changer le type d'attaque de votre créature, quel que soit celui de votre adversaire ;
- Frappe d'énergie : utilisée lors de la phase de combat pour modifier le digimon combattant de différentes manières, en fonction de ce qui est indiqué sur la carte elle-même ;

## Règles
Une partie de cartes se joue à deux joueurs minimum ou maximum âgés de 3 ans ou plus,. Chaque joueur commence une partie de cartes avec 0 point ; le premier à atteindre 7 500 points remporte la partie. Avant le début d'une partie, les joueurs doivent tirer au sort ou désigner lequel d'entre eux commence. Chacun d'entre eux doit également se munir d'une main de 50 cartes minimum, ; par exemple, 48 cartes de digimon et 14 cartes « option de puissance ». Les cartes s'inspirent, selon les médias américains, de la série d'animation, mais le jeu en lui-même détermine uniquement le résultat d'un combat entre monstres. À chaque combat remporté pendant la partie, le joueur remporte et accumule des points. 
Chaque digimon possède son propre niveau, commençant chronologiquement de disciple, champion, ultime puis se terminant à méga, et dont la puissance varie. Les digimon sont également représentés par type ; le type « virus » (logo jaune), le type « donnée » (logo vert) et le type « anti-virus » (logo rouge). Ces éléments ont un but similaire au jeu du pierre-feuille-ciseaux ; le type « donnée » prend avantage sur l'« anti-virus », l'« anti-virus » sur le « virus », et le « virus » sur le type « donnée ». Les digimon possèdent une aptitude particulière comme notamment vol, creuse, et nage. Les autres cartes de la main garantissent aux digimon de la puissance, des avantages dans un combat, ou la capacité de se digivolver (changer de forme). Les cartes « digisauveurs » augmentent la puissance ou la défense d'un digimon. Les cartes « digivice », elles, permettent aux digimon d'incarner différentes nouvelles formes d'un niveau supérieur, certaines cartes pouvant transformer un digimon de niveau disciple directement en un digimon de niveau méga. 

## Médias
Les cartes à jouer font partie intégrante d'autres produits dérivés de la franchise Digimon, incluant les séries d'animation et les jeux vidéo.
Du côté vidéoludique, Digimon Digital Card Battle, sorti en décembre 1999, se concentre uniquement sur les cartes à jouer de la franchise, dans lequel un jeune duelliste, qui possède près de 30 cartes, entraîne les digimon et combat dans diverses arènes,. GamesRetrospect classe le jeu huitième de son top 10 des meilleurs jeux vidéo de simulation de cartes. Dans Digimon World, sorti en juillet 2000, le joueur doit compléter une collection de cartes à jouer représentant les personnages et vendues par un particulier dans le jeu. Dans Digimon World 2003, le joueur peut faire collecter des cartes et faire des combats de cartes contre l'ordinateur,. Le joueur possède trois mains de cartes qu'il peut utiliser et modifier tout au long du jeu et combattre d'autres joueurs éparpillés à travers Digimon Online. Matt Paddock de GameVortex note le jeu de cartes « incroyablement complexe. » Digimon All-Star Rumble, sorti à la fin de 2014, permet au joueur d'acheter des cartes afin d'augmenter la puissance ou la capacité de leur digimon,.
Dans la troisième saison de la série d'animation, Digimon Tamers, les dompteurs utilisent des cartes de la franchise commercialisées en grande surface afin de modifier et digivolver leurs partenaires digimon à l'aide d'un procédé appelé digi-modification,,.
Certains jouets à l'effigie du digivice utilisent les cartes à jouer.